# 交換競走
交換競走（こうかんきょうそう）とは、競馬場や競馬主催団体が提携し、互いに寄贈優勝トロフィーなどを贈呈する競走のことをいう。

## 概要
地方自治体間における姉妹都市のような、競馬場、競馬主催団体間の提携を記念して行われることが多い。提携は競馬団体の親善目的であるが、その提携対象はなんらかの共通点を持っているという理由付けもあり、たとえば札幌競馬場とキーンランド競馬場は馬産地を近くに抱える、福島競馬場とバーデンバーデン競馬場は温泉地が近くにある、東京競馬場とエプソム競馬場はダービーの開催（東京優駿の副称が日本ダービー）などである。

## 現在開催されている交換競走
（2025年現在）
| 提携競馬場・競馬統括団体                                                  | 提携競走名                                                                             |
| ------------------------------------------------------------------------- | -------------------------------------------------------------------------------------- |
| 札幌競馬場（JRA） キーンランド競馬場（アメリカ）                          | キーンランドカップ ビィウィッチステークス                                              |
| 函館競馬場（JRA） デルマー競馬場（アメリカ）                              | デルマーサラブレッドクラブ賞マリーンステークス デルマーハンデキャップ                  |
| 福島競馬場（JRA） バーデンバーデン競馬場（ドイツ）                        | バーデンバーデンカップ JRAトロフィー                                                   |
| 中山競馬場（JRA） 韓国馬事会（韓国）                                      | 韓国馬事会杯 JRAトロフィー（ソウル競馬場）                                             |
| 中山競馬場（JRA） アメリカジョッキークラブ（アメリカ）                    | アメリカジョッキークラブカップ 不明                                                    |
| 中山競馬場（JRA） ローレルパーク競馬場（アメリカ）                        | ローレル競馬場賞中山牝馬ステークス JRAハンデキャップ                                   |
| 中山競馬場（JRA） レーシングタウランガ（ニュージーランド）                | ニュージーランドトロフィー ジャパン/ニュージーランド国際トロフィー（タウランガ競馬場） |
| 東京競馬場（JRA） 盛岡競馬場（岩手県競馬組合）                            | オーロカップ 東京カップけやき賞                                                        |
| 東京競馬場（JRA） サウジアラビアジョッキークラブ（サウジアラビア）        | サウジアラビアロイヤルカップ ジャパンカップ（キングアブドゥルアジーズ競馬場）          |
| 東京競馬場（JRA） ウッドバイン競馬場（カナダ）                            | ウッドバイン競馬場賞パラダイスステークス カナディアンステークス                        |
| 東京競馬場（JRA） ブラジル                                                | ブラジルカップ コパジャパオデタルフェ（シダーデジャルディン競馬場）                    |
| 東京競馬場（JRA） アルゼンチン                                            | アルゼンチン共和国杯 クラシコジャポン（パレルモ競馬場）                                |
| 東京競馬場（JRA） エプソム競馬場（イギリス）                              | エプソムカップ 東京トロフィー                                                          |
| 東京競馬場（JRA） レパーズタウン競馬場（アイルランド）                    | アイルランドトロフィー JRAタイロスステークス                                           |
| 東京競馬場（JRA） 香港ジョッキークラブ（中国・香港）                      | 香港ジョッキークラブトロフィー JRAトロフィー（シャティン競馬場）                       |
| 東京競馬場（JRA） フランスギャロ                                          | フランスギャロ賞キャピタルステークス 不明                                              |
| 京都競馬場（JRA） ドンカスター競馬場（イギリス）                          | ドンカスターカップ 京都セプタステークス                                                |
| 京都競馬場（JRA） レーシングオーストラリア（オーストラリア）              | オーストラリアトロフィー 不明                                                          |
| 京都競馬場（JRA） メルボルンレーシングクラブ（オーストラリア）            | メルボルントロフィー JRAステークス（コーフィールド競馬場）                             |
| 京都競馬場（JRA） オーストラリアターフクラブ（オーストラリア）            | シドニートロフィー 不明                                                                |
| 阪神競馬場（JRA） ハンブルク競馬場（ドイツ）                              | 大阪-ハンブルクカップ 阪神カップ（ハンブルク競馬場）                                   |
| 阪神競馬場（JRA） チャーチルダウンズ競馬場（アメリカ）                    | チャーチルダウンズカップ 阪神ステークス                                                |
| 阪神競馬場（JRA） オークランドサラブレッドレーシング（ニュージーランド）  | オークランドサラブレッドレーシングトロフィー JRAトロフィー（エラズリー競馬場）         |
| 小倉競馬場（JRA） メトロマニラターフクラブ（フィリピン）                  | フィリピントロフィー JRAトロフィー（メトロターフ競馬場）                               |
| 小倉競馬場（JRA） ロイヤルバンコクスポーツクラブ（タイ）                  | ロイヤルバンコクスポーツクラブ賞 不明（ロイヤルバンコクスポーツクラブ競馬場）          |
| 小倉競馬場（JRA） ターフオーソリティーオブインディア（インド）            | ターフオーソリティーオブインディア賞 不明（マイソール競馬場）                          |
| 小倉競馬場（JRA） セランゴールターフクラブ（マレーシア）                  | マレーシアカップ 不明（スンガイベシ競馬場）                                            |
| 小倉競馬場（JRA） 釜山慶南競馬場（韓国馬事会）                            | 釜山ステークス 不明                                                                    |
| 大井競馬場（特別区競馬組合） サンタアニタパーク競馬場（アメリカ）         | サンタアニタトロフィー 東京シティカップ                                                |
| 大井競馬場（特別区競馬組合） オーストラリアターフクラブ（オーストラリア） | オーストラリアンターフクラブ賞 不明                                                    |
| 大井競馬場（特別区競馬組合） 韓国馬事会（韓国）                           | KRAトロフィー TCKトロフィー（ソウル競馬場）                                            |
| 川崎競馬場（神奈川県川崎競馬組合） チャーチルダウンズ競馬場（アメリカ）   | チャーチルダウンズ特別 不明                                                            |

- 日本で行われる重賞競走は太字表記。
- 大阪-ハンブルクカップについては、大阪市とハンブルクが友好都市提携を結んでいることに基づいている。